# Konno Jaszujuki
Konno Jaszujuki (今野 泰幸; Hepburn: Konno Yasuyuki; Szendai, 1983. január 25. –) japán válogatott labdarúgó, jelenleg a Gamba Oszaka játékosa. Posztját tekintve hátvéd.

## Sikerei, díjai
FC Tokió
- Japán bajnok (1): 2011
- Japán kupagyőztes (1): 2011
- J Liga kupagyőztes (2): 2004, 2009

Japán
- Ázsia-kupa győztes (1): 2011